# Роні (футболіст, 1995)
Роніелсон да Сілва Барбоза (порт. Ronielson da Silva Barbosa), більш відомий як Роні (порт. Rony нар. 11 травня 1995, Магальяйнс-Барата, штат Пара) — бразильський футболіст, нападник клубу «Палмейрас». Футбольні аналітики відзначають швидкісні якості Роні. Улюбленою позицією на полі для нього є правий фланг атаки.

## Біографія
Вихованець клубу «Ремо», в основному складі якого дебютував в 2014 році. На той момент команда виступала в Серії D чемпіонату Бразилії. У 2015 році зіграв за рідну команду в п'яти матчах (забив два голи) Кубка Верді і в двох іграх Кубка Бразилії, а в квітні був придбаний «Крузейро». За основний склад одного з найсильніших клубів Бразилії Роні так і не зіграв, виступаючи тільки за молодіжну команду до 20 років.
Для отримання ігрової практики молодий нападник був відданий в оренду в «Наутіко Капібарібе». У 2016 році провів за команду з Ресіфі 49 матчів і забив 14 голів, в тому числі 35 матчів в Серії B, в яких відзначився 11 голами. У січні 2017 року перейшов в японський клуб «Альбірекс Ніїгата».
До кінця 2017 Роні був гравцем основного складу японського клубу, зігравши в Джей-лізі 32 матчі і забивши сім голів. Однак потім у бразильця виникли суперечки щодо умов контракту. У травні 2018 року Роні оголосив про розрив контрактних зобов'язань з «Альбірекс Ніїгата». У липні було оголошено про перехід нападника в «Атлетіко Паранаенсе» . Однак йому довелося чекати близько двох місяців для врегулювання спору з «Ніїгатою» і отримання дозволу ФІФА на перехід в клуб з Куритиби. Цей дозвіл було отримано 31 серпня .
У команді Тіаго Нуньєса Роні став своєрідним «12-м гравцем», здатним посилити гру в атаці після виходу на заміну. Він зіграв у восьми матчах розіграшу Південноамериканського кубка 2018, який в підсумку виграв «Атлетіко Паранаенсе». Відзначився забитим голом у ворота «Флуміненсе» на 78-й хвилині першої півфінальної гри, вийшовши на заміну на 70-й хвилині. У фінальних іграх проти «Хуніора» Роні, за традицією, двічі виходив на заміну — замість Пабло Феліпе в Барранкільї і замість Марсело Сіріно в Куритибі. У 2019 допоміг своїй команді стати чемпіоном штату і завоювати Кубок Бразилії.
З 2020 року Роні став виступати за «Палмейрас». У розіграші Кубка Лібертадорес 2020 зіграв в 11 матчах і забив п'ять голів. У фіналі проти «Сантоса» Роні віддав результативну передачу Брено Лопесу, і цей гол у підсумку став переможним, зробивши «Палмейрас» найкращою командою континенту.

## Досягнення
- Чемпіон штату Сан-Паулу (2): 2020, 2022
- Чемпіон штату Парана (1): 2019
- Володар Кубка Бразилії (2): 2019, 2020
- Володар Південноамериканського кубка (1): 2018
- Володар Кубка банку Суруга (1): 2019
- Володар Кубка Лібертадорес (2): 2020, 2021
- Володар Рекопи Південної Америки (1): 2022
- Володар Суперкубка Бразилії (1): 2023